# Al-Minaa
Al-Minaa is een Iraakse voetbalclub uit de zuidelijke havenstad Basra. In de 1978 behaalde Al-Minaa haar eerste kampioenschap, hierbij waren zij ook de eerste club die buiten Bagdad het kampioenschap won.

## Erelijst
- Super League (1)
- 1978

## Rivaal
De rivaal van Al-Minaa is Naft Al-Janoob.